# Uno Wiking-Johnsson
Uno Wiking-Johnsson, född 10 oktober 1914 i Norrbärke församling, Kopparbergs län, död 29 januari 1998 i Oscars församling, Stockholms län, var en svensk företagsledare. Han var son till Wiking Johnsson.

## Biografi
Wiking-Johnsson avlade studentexamen i Djursholm 1935 och bergsingenjörsexamen vid Kungliga Tekniska högskolan 1942. Han var masugns- och martiningenjör vid Boxholms aktiebolag 1942–1944, överingenjör 1944–1953, verkställande direktör där 1954–1967 och i Hallstahammar 1967–1979. Wiking-Johnsson blev riddare av Vasaorden 1960. Han är begravd på Djursholms begravningsplats.